# Vivre dans la peur
Pour plus de détails, voir Fiche technique et Distribution.
Vivre dans la peur (生きものの記録, Ikimono no kiroku, « Chronique d'un être vivant ») est un film japonais réalisé par Akira Kurosawa, sorti en 1955. Il explore les angoisses de l'ère atomique à travers le portrait d'un homme obsédé par la menace nucléaire dans le Japon d'après-guerre.
Il met en scène Toshirō Mifune dans le rôle d'un industriel vieillissant, terrifié par la peur d'une attaque nucléaire, cherchant à vendre tous ses biens pour se réfugier au Brésil avec sa famille. Cette décision provoque un conflit familial et juridique, servant de toile de fond à une réflexion plus large sur la peur, la santé mentale et les séquelles de la guerre.
Réalisé une décennie après les bombardements atomiques d'Hiroshima et de Nagasaki, Vivre dans la peur aborde des thèmes profonds tels que le traumatisme collectif, les tensions intergénérationnelles et la difficulté de vivre dans un monde sous la menace constante de l'anéantissement. Bien qu'il n'ait pas connu un grand succès commercial lors de sa sortie, le film est aujourd'hui considéré comme une œuvre importante dans la filmographie de Kurosawa, tant pour son traitement des peurs contemporaines que pour la profondeur de ses personnages.

## Synopsis
Le vieux Kiichi Nakajima, prospère propriétaire de fonderie, devient obsédé par la peur d'une guerre nucléaire imminente. Ayant survécu aux bombardements atomiques d'Hiroshima et de Nagasaki, il est terrifié par l'idée que le Japon pourrait à nouveau être la cible d'une attaque atomique. Convaincu que sa seule chance de survie est de fuir au Brésil, pays qu'il considère comme un refuge sûr, il tente d'y emmener toute sa famille contre leur gré.
Cependant, ses enfants et collègues le considèrent comme déraisonnable et cherchent à le déclarer mentalement inapte afin de l'empêcher de dilapider ses biens pour financer cette fuite. Un tribunal familial est convoqué, où un conseil composé de trois hommes, dont un dentiste, lui-même en proie à des angoisses existentielles, est chargé de statuer sur la santé mentale de Nakajima. Alors que la tension monte, celui-ci devient de plus en plus instable, sombrant dans une psychose liée à sa terreur nucléaire, incapable de trouver la paix même face aux objections de ses proches.
Sa peur incontrôlable le pousse à incendier sa propre fonderie, croyant que cela forcerait ses proches à le suivre au Brésil. Cet acte désastreux marque un tournant. Non seulement il détruit son entreprise, mais il aggrave encore la fracture entre lui et sa famille, qui ne comprend pas l'ampleur de sa terreur. Nakajima est finalement jugé inapte mentalement et interné dans un hôpital psychiatrique. Il vit alors dans un état de délire permanent. Il est persuadé qu'il a échappé à la destruction en se réfugiant sur une autre planète et s'agite avec fébrilité lorsqu'il aperçoit le Soleil à travers sa fenêtre et pense que c'est la Terre qui brûle. Le dentiste, qui était chargé d'évaluer sa santé mentale, observe la scène avec tristesse et se rend compte que Nakajima, bien qu'interné, a en quelque sorte trouvé une forme de paix intérieure dans son illusion, aussi douloureuse soit-elle.

## Fiche technique
- Titre : Vivre dans la peur
- Titre original : 生きものの記録 (Ikimono no kiroku?)
- Réalisation : Akira Kurosawa
- Scénario : Akira Kurosawa, Fumio Hayasaka, Hideo Oguni et Shinobu Hashimoto
- Musique : Masaru Satō (non crédité : Fumio Hayasaka - partition non achevée)
- Photographie : Asakazu Nakai
  - Premier assistant opérateur : Takao Saitō
- Décors : Yoshirō Muraki
- Costumes : Miyuki Suzuki
- Production : Sōjirō Motoki
- Société de production : Tōhō
- Pays de production :  Japon
- Langue originale : japonais
- Format : noir et blanc - 1,37:1 - 35 mm - son mono
- Genre : drame
- Durée : 113 minutes[1] (métrage : dix bobines - 3 103 m[1])
- Dates de sortie :
  - Japon : 22 novembre 1955[1]
  - France : 11 août 2006[2]

## Distribution
- Toshirō Mifune : Kiichi Nakajima
- Takashi Shimura : Dr. Harada
- Minoru Chiaki : Jiro Nakajima
- Eiko Miyoshi : Toyo Nakajima
- Kyōko Aoyama : Sue Nakajima
- Haruko Togo : Yoki Nakajima
- Noriko Sengoku : Kimie Nakajima
- Akemi Negishi : Asako Kuribayashi

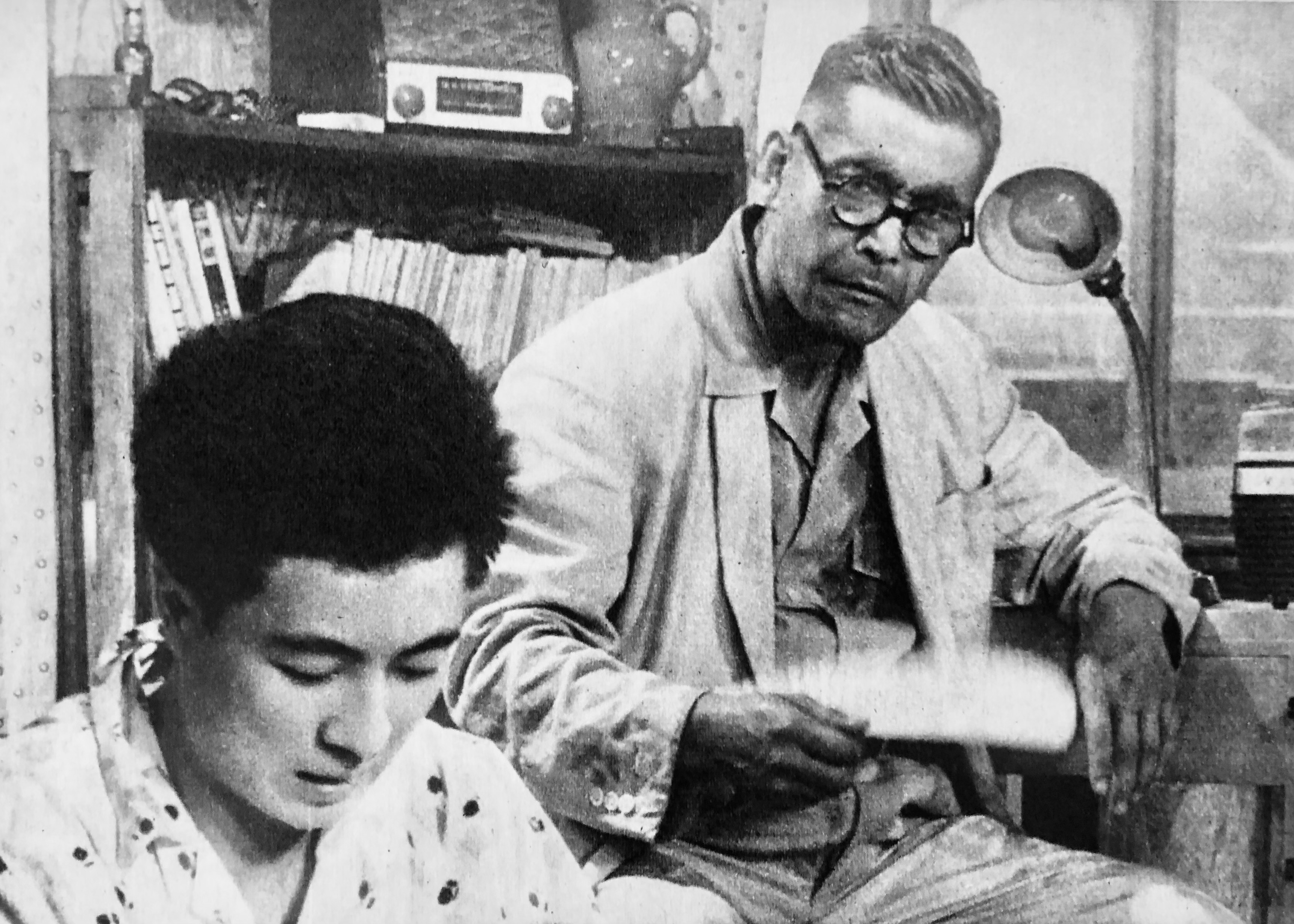
Scène du film avec Hiroshi Tachikawa et Toshirō Mifune.

- Hiroshi Tachikawa : Ryoichi Sayama
- Kichijirō Ueda : le père de M. Kuribayashi
- Eijirō Tōno : le vieil homme du Brésil
- Yutaka Sada : Ichiro Nakajima
- Kamatari Fujiwara : Okamoto
- Ken Mitsuda : le juge Araki
- Masao Shimizu : Yamazaki

## Thèmes
Le thème central du film est la peur omniprésente de l'anéantissement nucléaire. À travers le personnage de Kiichi Nakajima, Kurosawa explore l'anxiété collective qui a suivi les bombardements atomiques d'Hiroshima et de Nagasaki. Cette peur irrationnelle mais compréhensible illustre le traumatisme profond de la société japonaise et pose des questions sur la possibilité de vivre normalement sous la menace constante d'une destruction totale. Le film soulève des questions sur la nature de la santé mentale dans un monde qui semble avoir perdu la raison. La « folie » apparente de Nakajima est mise en contraste avec l'apparente indifférence de la société face à la menace nucléaire. Kurosawa invite ainsi le spectateur à réfléchir sur ce qui constitue une réaction « saine » face à une menace existentielle.
Le conflit entre Nakajima et ses enfants représente les tensions entre les générations dans le Japon d'après-guerre. Alors que Nakajima est hanté par les souvenirs de la guerre, ses enfants semblent plus préoccupés par leur héritage et leur statut social, illustrant les différentes perspectives sur la reconstruction et l'avenir du pays. Le film explore également la tension entre la responsabilité individuelle et collective face à la menace nucléaire. Le désir de Nakajima de protéger sa famille en la déplaçant au Brésil soulève des questions sur les limites de la responsabilité parentale et sur la possibilité d'échapper aux problèmes globaux.
Le conflit entre la modernité (représentée par l'industrie de Nakajima et la menace nucléaire) et les valeurs traditionnelles (symbolisées par la structure familiale) est un thème récurrent. Kurosawa examine comment la société japonaise tente de concilier son passé avec un présent et un futur incertains.

## Production

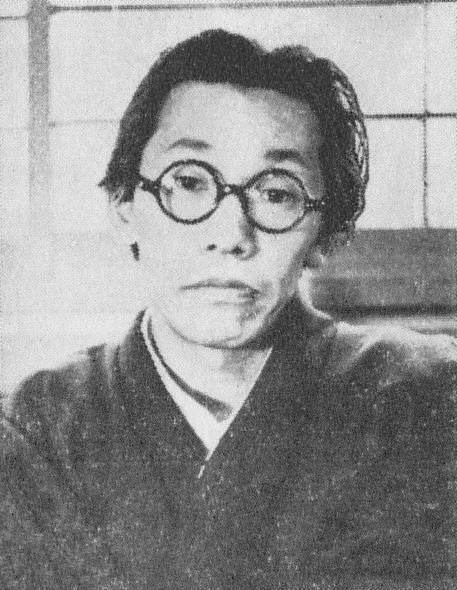
Le compositeur Fumio Hayasaka meurt alors qu'il travaille sur le film.

Dix ans ont passé depuis la bombe sur Hiroshima et très peu de cinéastes japonais se sont risqués à aborder ce sujet qui, malgré cette décennie, hante encore les esprits. Les essais nucléaires américains qui se déroulaient entre autres sur l'atoll de Bikini, avaient alors conduit Kurosawa a réaliser un film sur cette thématique. Il en ressort à la fois une fine analyse des craintes de la population japonaise à cette époque vis-à-vis de la bombe atomique, mais aussi un magnifique récit d'humanisme et d'empathie, mettant en scène un Takashi Shimura plein de discernement aux côtés d'un Toshirō Mifune méconnaissable.
Vivre dans la peur est le dernier film sur lequel travaille le compositeur Fumio Hayasaka avant de mourir de la tuberculose en 1955. Il est un ami proche d'Akira Kurosawa depuis L'Ange ivre en 1948 et collabore avec lui sur plusieurs films. Le compositeur et le réalisateur collaborent pour tester « le traitement oppositionnel de la musique et de la performance » et, dans Comme une autobiographie (en), Kurosawa dit que travailler avec Hayasaka change ses vues sur la manière dont la musique de film doit être utilisée ; depuis, il considère la musique comme un « contrepoint » à l'image et non comme un simple accompagnement. Kurosawa se souvient que c'est une conversation avec Hayasaka sur les armes nucléaires à la suite de l'accident du test de la bombe H de 1954 qui inspire l'intrigue de Vivre dans la peur,. Masaru Satō, l'élève de Hayasaka, écrit qu'il termine la partition du film.

## Sortie
Le film est projeté lors du premier Festival du film de New York au Museum of Modern Art en 1963. Vincent Canby estime que « le principal défaut du film est que l'on ne croit jamais tout à fait - ou on ne comprend pas - la sincérité du vieil homme » et affirme que les sous-titres en anglais sont à peine acceptables.

## Distinctions
Le film est présenté en sélection officielle en compétition au Festival de Cannes 1956.

## Rééditions
The Criterion Collection sort Vivre dans la peur en DVD en Amérique du Nord dans le cadre de deux coffrets centrés sur Kurosawa ; le coffret de 2008 Postwar Kurosawa, la septième édition de leur série Eclipse, et le coffret de 2009 AK 100: 25 Films by Akira Kurosawa.